# Etheentetracarbonzuur
Etheentetracarbonzuur is een organische verbinding met de formule {\displaystyle {\ce {C6H4O8}}}, of met meer nadruk op de structuur van de stof: {\displaystyle {\ce {(HOOC)2C=C(COOH)2}}}.
Door het afstaan van vier protonen ontstaat het anion {\displaystyle {\ce {C6O8^{4-}}}}, etheentetracarboxylaat. Dit anion bestaat alleen uit koolstof en zuurstof en behoort daarmee tot de koolstof-zuurstof-anionen. Naast het volledig geïoniseerde ion zijn ook het waterstof-, het diwaterstof- en het triwaterstof-etheentetracarboxylaat beschreven. Zouten en esters met deze ionen of bouwstenen worden ook zo benoemd.
Het zuur kan bereid worden door hydrolyse van tetraethyletheentetracarboxylaat, dat op zijn beurt ontstaat in de reactie van diethyldibroommalonaat onder invloed van natriumjodide.
Etheentetracarbonzuurdianhydride, het tweevoudig zuuranhydride van deze verbinding, ontstaat bij het verhitten van het zuur.